# 南井健治
南井健治（みない けんじ、1957年（昭和32年） - ）は日本の鉄道車両デザイナーである。［1］

## 人物
京都府京都市生まれ。京都府立山城高等学校、京都市立芸術大学卒。
1979年（昭和54年）京都市立芸術大学卒業後は近畿車両に入社。
担当した車両はJR九州の783系電車、JR北海道のフラノエクスプレス、特急「サンダーバード」シリーズの681系と683系、221系や223系などの新快速シリーズと共に281系「はるか」、283系「オーシャンアロー」も担当。
私鉄の仕事で近畿日本鉄道のデザインに従事し、シリーズ21各形式、初代アーバンライナーとアーバンライナーnextも手掛けている。